# Praça da Cidade de Salvador
Die Praça da Cidade de Salvador ist ein unmittelbar am Atlantik gelegener Platz an der Grenze zwischen den beiden portugiesischen Städten Porto und Matosinhos. Städtebaulich bildet er den Beginn der Estrada da Circunvalação, der nördlichen Umgehungsstraße Portos. Seit dem 16. August 1948 trägt der Platz den Namen der brasilianischen Stadt Salvador da Bahia.
Im Zentrum des Platzes wurde 2005 die 50 Meter hohe Skulptur She Changes der US-amerikanischen Aktionskünstlerin Janet Echelmann errichtet.
Vom Platz führen ab nach Nordosten die Rua Roberto Ivens und nach Norden die Rua de Brito Capelo (beide Matosinhos), nach Osten die Estrada da Circunvalação, nach Südosten die Esplanada do Rio de Janeiro (Porto).